# Mimastra procerula
Mimastra procerula es una especie de insecto coleóptero de la familia Chrysomelidae.
Fue descrita científicamente en 2006 por Zhang, Yang, Cui & Li.